# Токарев, Моисей Степанович
Моисе́й Степа́нович Тока́рев (1913—1943) — лётчик-ас, командир 862-го истребительного авиационного полка 217-й истребительной авиационной дивизии 4-й воздушной армии Закавказского фронта, майор. Герой Советского Союза.

## Биография
Родился 9 ноября 1913 года в шахтёрском посёлке Юзовка Бахмутского уезда, Екатеринославской губернии (ныне город Донецк, Украина) в семье рабочего. Украинец. Окончил неполную среднюю школу и школу фабрично—заводского ученичества.
В РККА с 1933 года. В 1936 году окончил Харьковское военное авиационное училище. Затем проходил службу в Особой Краснознамённой Дальневосточной армии.
Участник советско-финской войны. За боевые заслуги награждён медалью «За отвагу».
В 131-м истребительном авиационном полку с момента начала формирования полка (12 апреля 1940) служил военкомом эскадрильи (в звании старший политрук). Бывший тогда мотористом Синайский В. М. вспоминал о нём:

К Токареву после первых же дней нашей совместной работы я проникся необыкновенным уважением. И я видел, что Токарев пользуется всеобщим уважением не только в эскадрильи, но и в полку. Я бы сказал, что он был душой эскадрильи. Он действительно был отцом родным. К тому же он был великолепным рассказчиком.— Драбкин А. Я дрался на истребителе.
Перед войной в Запорожье полк осуществлял прикрытие района Днепрогэса и Кривого Рога. В мае 1941 полк был переведён в Бессарабию.
Там М. С. Токарева и настигла Великая Отечественная война. Задачей полка была помощь южной группе войск в прикрытии моста Тирасполь — Бендеры, вокруг которого шли непрерывные воздушные бои. 23 июня 1941 года, охраняя воздушное пространство в районе города Тирасполя, девятка истребителей И-16 под командованием М. С. Токарева встретила группу самолётов противника из двадцати Ju-88, прикрываемых двенадцатью Bf-109. Расстроив боевой порядок противника, советские лётчики в воздушном бою подбили два бомбардировщика, один из которых был сбит старшим политруком М. С. Токаревым.
27 июля 1941 года М. С. Токарев на И-16 в паре вступил в воздушный бой с семью Bf-109. Лично сбил два самолёта противника, но и сам был ранен. Его самолёт загорелся и пошёл вниз, но М. С Токарев сумел выпрыгнуть из горящей машины. Парашют раскрылся почти у самой земли. Лётчик упал на нейтральной полосе у линии фронта и потерял сознание. Был доставлен в госпиталь, где пришёл в сознание.
С начала войны до конца 1941 года М. С. Токарев совершил 105 боевых вылетов (из них 35 — на штурмовку войск противника, 10 — разведывательные полёты вглубь вражеского тыла, 6 — на сопровождение своих бомбардировщиков, а также 54 раза вылетал на патрулирование и прикрытие своих войск, объектов и аэродромов). Провёл восемь воздушных боёв, в которых лично сбил 7 самолётов противника (5 истребителей Bf-109 и 2 бомбардировщика Ju-88).
В 1942 году полк перевооружили на современные по тем временам самолёты ЛаГГ-3. М. С. Токарев переучивался на новые машины. В мае 1942 года он был назначен командиром 862-го иап, поэтому и сам руководил учёбой своих подчинённых.
С 1 июля 1942 года полк направлен на фронт в составе 217-й иад 4-й воздушной армии северной группы войск Закавказского фронта. За три с половиной месяца боёв на Кавказе майор М. С. Токарев совершил 55 боевых вылетов, сбил три самолёта противника и в паре ещё два. Всего же к 21 сентября 1942 года он совершил 160 боевых вылетов на штурмовку скоплений войск врага, в 32-х воздушных боях сбил лично 10 и в группе — 2 самолёта противника.
Указом Президиума Верховного Совета СССР «О присвоении звания Героя Советского Союза начальствующего и рядового состава Красной Армии» от 13 декабря 1942 года за «образцовое выполнение боевых заданий командования на фронте борьбы с немецкими захватчиками и проявленные при этом отвагу и геройство» удостоен звания Героя Советского Союза с вручением ордена Ленина и медали «Золотая Звезда» (№ 830).
26 декабря 1942 года М. С. Токарев был назначен командиром 131-го иап (преобразованного приказом Наркома обороны СССР № 64 от 08 февраля 1943 года в 40-й гв. иап), командуя которым принял участие в Курской битве. Вспоминая о летних боях 1943 года генерал-лейтенант авиации в отставке С. Н. Ромазанов (в то время член Военного совета 2-й воздушной армии) писал:

Помню, в одной дивизии я встретил командира истребительного полка Героя Советского Союза майора М. С. Токарева, человека богатырского сложения. В обращении с товарищами, и особенно со старшими, майор был до застенчивости скромен. Увидев на фюзеляже его самолёта 14 звёздочек, я спросил:
— Наверное, не все помечены?

Майор стушевался и ничего не ответил. Мне же было известно, что, кроме 14 самолётов, сбитых Токаревым в предыдущих боях и прежде всего на Кубани, откуда прибыл его полк, он уже и на Курском плацдарме сбил несколько самолётов.— Звезды на крыльях
8 июля 1943 года в районе города Старый Оскол Белгородской области командир 40-го гв. иап (8-я гв. иад, 5-й иак, 2-я воздушная армия, Воронежский фронт) гвардии майор М. С. Токарев сбил в воздушном бою четыре вражеских самолёта, но и сам был ранен. Посадив самолёт в расположении танковой части, выбрался из самолёта и умер. По другим данным, при возвращении после боевого задания внезапно атакован парой немецких истребителей—"охотников" и сбит, а воздушный бой придуман позднее для оправдения гибели командира полка.
Похоронен в городе Старый Оскол.

## Список воздушных побед
М. С. Токарев совершил более двухсот боевых вылетов, провёл сорок один воздушный бой, в которых лично сбил 16 вражеских самолётов и 2 в группе (по другим данным — сбил 22 самолёта лично, либо 12 лично и 5 в группе). По данным исследований М. Ю. Быкова, советский ас сбил 12 самолётов лично и 1 в группе, данные победы являются подтверждёнными и приведены в следующей таблице:
| № п/п | Дата победы | Тип самолёта      | Место победы       |
| ----- | ----------- | ----------------- | ------------------ |
| 1     | 10.07.1941  | Bf 109            | Бендеры — Бульбока |
| 2     | 10.07.1941  | Ju 88             | Кишинёв            |
| 3     | 11.07.1941  | Bf 109            | аэр. Славяносербка |
| 4     | 11.07.1941  | Bf 109            | аэр. Славяносербка |
| 5     | 23.07.1941  | Bf 109            | Белая Церковь      |
| 6     | 28.09.1941  | Hs-126            | вост. Елизаветовка |
| 7     | 21.10.1941  | Bf 109            | сев. Голубов       |
| 8     | 26.08.1942  | Bf 109 (в группе) | Стодольский        |
| 9     | 30.08.1942  | Bf 109            | Ищерская           |
| 10    | 04.09.1942  | Bf 109            | Моздок             |
| 11    | 09.09.1942  | Bf 109            | Вознесенская       |
| 12    | 08.12.1942  | Bf 109            | Чикола             |
| 13    | 08.12.1942  | Bf 109            | Чикола             |

## Награды
- медаль «Золотая Звезда» № 830 Героя Советского Союза — 13.12.1942;
- два ордена Ленина — 23.02.1942; 13.12.1942;
- орден Красного Знамени — 05.11.1941;
- орден Отечественной войны I степени — 11.08.1943 (посмертно);
- медаль «За отвагу» — 1940.

## Память

Памятник лётчикам г. Обоянь

Именем М. С. Токарева названы улица в городе Донецке, улица и школа № 2 в городе Старый Оскол. 9 мая 2010 год в Старом Осколе открыт бюст М. С. Токарева.
Его имя стоит первым в списке на монументе землякам, погибшим в годы Великой Отечественной войны (Кировский район Донецка), а также на памятнике лётчикам, погибшим на Обоянской земле (г.Обоянь, Курская область).